# Limnocoris
Limnocoris is een geslacht van wantsen uit de familie van de Naucoridae (Zwemwantsen). Het geslacht werd voor het eerst wetenschappelijk beschreven door Carl Stål in 1860.

## Soorten
Het genus bevat de volgende soorten:

- Limnocoris abbreviatus La Rivers, 1974
- Limnocoris abrasum Nieser, Gonzales & Eichelkraut, 1993
- Limnocoris aculabrum La Rivers, 1973
- Limnocoris acutalis La Rivers, 1974
- Limnocoris alcorni La Rivers, 1976
- Limnocoris angulatus Nieser, Gonzales & Eichelkraut, 1993
- Limnocoris asper Nieser & Lopez Ruf, 2001
- Limnocoris aymarana Poisson, 1954
- Limnocoris bergrothi Montandon, 1898
- Limnocoris birabeni De Carlo, 1967
- Limnocoris borellii Montandon, 1897
- Limnocoris bouvieri Montandon, 1898
- Limnocoris brailovskyi La Rivers, 1976
- Limnocoris brasiliensis De Carlo, 1941
- Limnocoris brauni De Carlo, 1966
- Limnocoris bruchi De Carlo, 1967
- Limnocoris burmeisteri De Carlo, 1967
- Limnocoris calii Nieser, Gonzales & Eichelkraut, 1993
- Limnocoris caraceae Nieser & Lopez Ruf, 2001
- Limnocoris carcharus La Rivers, 1976
- Limnocoris decarloi Nieser & Lopez Ruf, 2001
- Limnocoris distanti Montandon, 1911
- Limnocoris dubiosus Montandon, 1898
- Limnocoris espinolai Nieser & Lopez Ruf, 2001
- Limnocoris exogkoma Manzano, Nieser & Caicedo, 1995
- Limnocoris fittkaui De Carlo, 1967
- Limnocoris gracilis Nieser, Gonzales & Eichelkraut, 1993
- Limnocoris hintoni La Rivers, 1970
- Limnocoris horvathi Montandon, 1900
- Limnocoris illiesi De Carlo, 1967
- Limnocoris inornatus Montandon, 1898
- Limnocoris insignis Stål, 1860
- Limnocoris insularis Champion, 1901
- Limnocoris intermedius Nieser & Lopez Ruf, 2001
- Limnocoris lanemeloi Nieser & Lopez Ruf, 2001
- Limnocoris laucki La Rivers, 1970
- Limnocoris lautereri Nieser, Chen & Melo, 2013
- Limnocoris lutzi La Rivers, 1957
- Limnocoris machrisi Nieser & Lopez Ruf, 2001
- Limnocoris maculatus De Carlo, 1951
- Limnocoris malkini La Rivers, 1974
- Limnocoris melloleitaoi De Carlo, 1951
- Limnocoris menkei La Rivers, 1962
- Limnocoris minutus De Carlo, 1951
- Limnocoris moapensis (La Rivers, 1950)
- Limnocoris nigropunctatus Montandon, 1909
- Limnocoris obscurus Montandon, 1898
- Limnocoris ochraceus Montandon, 1898
- Limnocoris ovatulus Montandon, 1897
- Limnocoris pallescens (Stål, 1861)
- Limnocoris panamensis La Rivers, 1970
- Limnocoris pauper Montandon, 1897
- Limnocoris pectoralis Montandon, 1897
- Limnocoris porphyros Nieser & Lopez Ruf, 2001
- Limnocoris profundus (Say, 1832)
- Limnocoris pulchellus La Rivers, 1974
- Limnocoris pusillus Montandon, 1897
- Limnocoris pygmaeus La Rivers, 1956
- Limnocoris rivalis Melin, 1930
- Limnocoris robustus Roback & Nieser, 1974
- Limnocoris rotundatus De Carlo, 1951
- Limnocoris saphis Nieser & Lopez Ruf, 2001
- Limnocoris signoreti Montandon, 1897
- Limnocoris siolii (De Carlo, 1966)
- Limnocoris solenoides La Rivers, 1970
- Limnocoris stangei La Rivers, 1976
- Limnocoris submontandoni La Rivers, 1974
- Limnocoris subpauper Nieser & Lopez Ruf, 2001
- Limnocoris trilobatus Nieser, Gonzales & Eichelkraut, 1993
- Limnocoris virescens Montandon, 1897
- Limnocoris volxemi (Lethierry, 1877)
- Limnocoris woytkowskii La Rivers, 1970